# Усольє
Усо́льє (рос. Усолье) — місто (з 1940 року) в Росії, адміністративний центр Усольського району Пермського краю. Входить до складу муніципального утворення Усольське міське поселення і є його адміністративним центром.

## Географія
Усольє розташоване на правому березі річки Ками навпроти міста Березники, за 183 км від Пермі.
Місто з'єднане з м. Березники автодорожнім мостом, побудованим 1981 року.

## Історія
Усольє засновано в 1606 як центр солеваріння на місці слободи Нове Усольє. До кінця XVIII століття Нове Усольє було головним селищем Строганових на Камі. У 1895 налічувалося 40 соляних свердловин.
У лютому 1918 в село Нове Усольє переноситься адміністративний центр Солікамського повіту, повіт перейменовано в Усольський. У листопаді 1923 Усольський повіт ліквідовано у зв'язку з утворенням Уральської області.
18 березня 1918 село Нове Усольє перетворено в місто Усольє.
З листопада 1923 по вересень 1928, місто Усольє було адміністративним центром утвореного Верхньо-Камського округу Уральської області. У вересні 1928 окружний центр перенесено в місто Солікамськ.
30 серпня 1940 Указом Президії Верховної Ради РРФСР з міської межі міста Березники виділено місто Усольє.
Через будівництво Камської ГЕС значну частину міста затопили; жителів переселили на більш піднесені ділянки узбережжя.

## Пам'ятки
У місті збереглися численні пам'ятки архітектури XVII — XIX століть: Спасо-Преображенський собор з окремою дзвіницею, палати Строганових (нині музей), кілька церков, особняків.

## Уродженці
- Бруштейн Сергій Олександрович — російський та радянський вчений-медик.
- Вороніхин Андрій Никифорович — російський архітектор та живописець, представник класицизму, один з основоположників російського ампіру.